# Mölnlycke Health Care
 (juin 2015).
Mölnlycke Health Care est un des principaux fabricants mondiaux de solutions à usage unique pour le bloc opératoire et le traitement de la plaie pour les professionnels de la santé.

## Historique
- 1940 Avec Mesorb, le principe du pansement Mölnlycke est inventé
- 1950 Le 1er drapage à usage unique[réf. nécessaire] de Mölnlycke est lancé
- 1975	 Acquisition de Mölnlycke par SCA
- 1983	 Introduction du 1er gant sans poudre[réf. nécessaire] Biogel
- 1990	 Dépôt du premier brevet sur la technologie Safetac
- 1998	 Création de Mölnlycke Health Care réunissant les deux divisions Santé de Mölnlycke
- 1999	 Lancement du pansement Mepilex
- 2001	 Mölnlycke Health Care fait l’acquisition de la gamme de produits barrier de Johnson&Johnson
- 2008	 Acquisition de Pharmaset par Mölnlycke Health Care

## Structure

### Division Traitement de la plaie
La division Traitement de la plaie développe et fabrique des produits pour le traitement de la plaie : plaies chroniques, plaies postopératoires, plaies aiguës et brûlures ainsi que des produits complémentaires à but thérapeutique ou dermatologique.
La division Traitement de la plaie compte deux gammes :
- gamme des produits sophistiqués (dont les pansements de technologie Safetac comme Mepilex ou Mepitel)
- gamme des produits traditionnels (Mefix, Mepore, Mesoft par exemple)

### Division Chirurgie
La division Chirurgie développe et fabrique une large gamme de produits à usage unique, permettant de minimiser les risques au bloc opératoire pour les patients et les professionnels de santé.
La division Chirurgie s'occupe de différents domaines :
- le drapage et l'habillage (Barrier)
- les trousses chirurgicales personnalisées (ProcedurePak)
- les gants chirurgicaux (Biogel et Barrier)
- une gamme d'antiseptiques cutanés (Hibi)

## Implantation

### Bureaux
- 18 bureaux  Europe/Moyen-Orient/ Afrique
- deux bureaux en Amérique du Nord ;
- quatre bureaux en Asie/Pacifique.

### Sites de production
Gamme Traitement de la plaie :
- Mikkeli,  Finlande
- Oldham,  Angleterre

Gammes pour le bloc opératoire :
- Bangkok,  Thaïlande
- Waremme,  Belgique
- Kulim, Batang Kali et Kuala Ketil,  Malaisie
- Karvina,  République tchèque
- Toulouse,  France